# Diane Davis (Squashspielerin)
Diane „Di“ Davis ist eine ehemalige australische Squashspielerin und -trainerin.

## Karriere
Diane Davis war in den 1980er-Jahren als Squashspielerin aktiv. Mit der australischen Nationalmannschaft nahm sie 1983 und 1985 an der Weltmeisterschaft teil. 1983 erreichte sie mit dieser das Finale gegen England, welches die Australierinnen mit 2:1 gewannen. Davis wurde dabei im Finale nicht eingesetzt. Zwei Jahre darauf wurde sie mit der Mannschaft Dritter. Im Einzel stand sie ebenfalls 1983 und 1985 im Hauptfeld der Weltmeisterschaft und erreichte beide Male das Achtelfinale.
Von 1992 bis 1998 war sie Nationaltrainerin der australischen Damenmannschaft. Mit dieser gewann sie insgesamt vier Titel in Folge, von 1994 bis 1998 dabei in unveränderter Besetzung. Die Mannschaft blieb in dieser Zeit zudem unbesiegt und wurde für diese Erfolge 2008 mit dem Team Sport Australia Award ausgezeichnet.

## Erfolge
als Spielerin
- Weltmeister mit der Mannschaft: 1983

als Trainerin
- Weltmeister mit der Mannschaft: 4 Titel (1992, 1994, 1996, 1998)